# Turritopsis pacifica
Turritopsis pacifica är en nässeldjursart som beskrevs av Maas 1909. Turritopsis pacifica ingår i släktet Turritopsis och familjen Oceanidae. Inga underarter finns listade i Catalogue of Life.